# モクム・レコード
モクム・レコード（Mokum Records）は、ガバとハードコアテクノのリリースを専門に扱っている、オランダのレコードレーベルである。
1993年から1999年の間に、約100枚のシングルと、EPレコードをリリースした。レーベルは元々、レコードショップ「Boudisque Records」の一部であったが、後の1998年にレーベルを閉じてからはロードランナー・レコード（アイランド・デフ・ジャム・ミュージック・グループの一部）に統合され、アーティストはロードランナー・レーベルへ移された。レーベルは2004年にフレディBにより復活した（以降のレコード番号は100番から始まっている）。

## 概要
モクム・レコードは、初期のオランダ・レイヴ・シーンにおいて、ネオナチ活動に反応してレコード・スリーブ上へ反ファシストの声明や告知を採用したことで知られている。
レーベル名は、イディッシュ語でアムステルダムの中心地を指す「Mokum」という呼び名にちなんで名付けられた。これは元々ユダヤ人コミュニティで使われていたもので、後に地元アムステルダムの方言にもなっている。